# Comté de DeKalb (Illinois)
Pour les articles homonymes, voir Comté de DeKalb.
Le comté de DeKalb est l'un des comtés de l'État de l'Illinois. Le chef-lieu du comté se situe à Sycamore. Le comté a été fondé en 1836. Il fait partie de l'aire métropolitaine de Chicago.

## Géographie

### Comtés adjacents
- comté de Boone au nord,
- comté de McHenry au nord-est,
- comté de Kane à l'est,
- comté de Kendall au sud-est,
- comté de LaSalle au sud,
- comté de Lee à l'ouest,
- comté d'Ogle à l'ouest,
- comté de Winnebago au nord-ouest,

### Municipalités du comté
- Cortland
- DeKalb
- Kingston
- Sycamore (siège)

### Townships
- Township d'Afton,

## Démographie
| Groupe            | Comté de DeKalb | Illinois | États-Unis |
| ----------------- | --------------- | -------- | ---------- |
| Blancs            | 85,1            | 71,5     | 72,4       |
| Afro-Américains   | 6,4             | 14,6     | 12,6       |
| Métis             | 2,0             | 2,3      | 2,9        |
| Asiatiques        | 2,3             | 4,6      | 4,8        |
| Autres            | 4,0             | 6,7      | 6,4        |
| Amérindiens       | 0,3             | 0,3      | 0,9        |
| Total             | 100             | 100      | 100        |
|                   |                 |          |            |
| Latino-Américains | 10,1            | 15,8     | 16,7       |

Selon l'American Community Survey, pour la période 2011-2015, 88,45 % de la population âgée de plus de 5 ans déclare parler l'anglais à la maison, 7,18 % déclare parler l'espagnol et 4,37 % une autre langue.